# Неай Кан
Неай Кан — камбоджійський військовик, який підбурив повстання проти свого брата Дамката Соконтора й одноосібно правив країною від 1512 до 1516 року.

## Життєпис
Дата його народження достеменно невідома. Кхмерські хронічки зазначають, що він походив з монастирських селян. Він зміг зробити військову кар'єру, а потім підбурив повстання проти Дамката Соконтора, ставши фактичним правителем земель на південь від Пномпеня. 1508 року Неай Кан оголосив себе одноосібним королем Камбоджі. 1512 року, коли Дамката Соконтора було вбито, Неай Кан зміг офіційно стати правителем камбоджійських земель.
За свого правління Най Кхан намагався покращити становище селян: знизив і частково скасував податки, вжив заходів до покращення іригації, пом'якшив покарання за провинності й почав карбувати золоті та бронзові монети. Тим часом Анг Чан зумів повернутись до Камбоджі, розпочавши війну проти Неай Кана. Його підтримали деякі кхмерські феодали, прибічники поваленого та вбитого Дамката Соконтора. Зрештою 1516 року вони проголосили новим королем Анг Чана. Неай Кан кілька разів штурмував Пурсат, але захопити його не зміг. Анг Чан натомість зумів узяти Ангкор.
Здобувши певні успіхи, Анг Чан уклав з Неай Каном перемир'я та використав його, щоб запастись вогнепальною зброєю, що її він купував у португальців, які в той час почали приїздити до Камбоджі. Невдовзі війна відновилась і тривала до 1526 (за іншими джерелами 1529) року. Зрештою Неай Кан зазнав нищівних поразок під Удонгом і Бабором, а сам він з рештками своїх військ сховався у фортеці Самронг Прей Бокор біля Ловека. Після тримісячної облоги фортеця була взята, а поранений Неай Кан потрапив у полон й одразу ж був страчений за наказом Анг Чана, який відтоді став одноосібним правителем Камбоджі.